# Point Retreat
Der Point Retreat (englisch für Rückzugsspitze) ist eine Landspitze an der Scott-Küste des ostantarktischen Viktorialands. Im Granite Harbour liegt sie am östlichen Ausläufer des Kar-Plateaus.
Die Benennung geht auf Teilnehmer der Terra-Nova-Expedition (1910–1913) unter der Leitung des britischen Polarforschers Robert Falcon Scott zurück.